# Jan Elias Huydecoper (1735-1808)

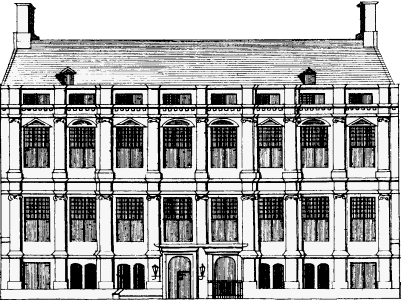
Keizersgracht 177. Het huis van de familie Coymans, gebouwd door Jacob van Campen in 1625. Tekening door Caspar Philips voor het Grachtenboek, uitgegeven in 1771, destijds bewoond door Jan E. Huydecoper

Jan Elias Huydecoper (8 januari 1735 - 17 februari 1808), heer van Maarsseveen en Neerdijk, ambachtsheer van Urk en Emmeloord, studeerde rechten te Utrecht. Hij was afkomstig uit het geslacht Huydecoper van Maarsseveen.
In 1760 werd hij lid van de Amsterdamse vroedschap. In 1768 was hij hoofd-participant van de VOC. In 1772 kocht hij de buitenplaats Doornburgh in Maarssen. Hij werd onder andere benoemd tot curator van het Athenaeum Illustre, was burgemeester in 1785, 1788, 1791 en 1794, raad in de Admiraliteit van Amsterdam (1789-1790) en een van de laatste directeuren van de Sociëteit van Suriname (1793-1795).
Jan Elias was de zoon van Jan Huydecoper en Sophia Maria Agatha van der Muelen. In 1763 trad hij in het huwelijk met Isabella Agneta van Lokhorst en na haar overlijden in 1768 met Anna Elisabeth van Schuylenburg. Zij woonden onder andere op Keizersgracht 177, in de zogenaamde Coymanshuizen.